# Hengshanqiao (köpinghuvudort i Kina, Jiangsu Sheng, lat 31,76, long 120,11)
Hengshanqiao (kinesiska: 横山桥, 横山桥镇) är en köpinghuvudort i Kina. Den ligger i provinsen Jiangsu, i den östra delen av landet, omkring 130 kilometer öster om provinshuvudstaden Nanjing. Antalet invånare är 90 580. Befolkningen består av 43 815 kvinnor och 46 765 män. Barn under 15 år utgör 12,0 %, vuxna 15-64 år 78 %, och äldre över 65 år 8,0 %.
Runt Hengshanqiao är det tätbefolkat, med 849 invånare per kvadratkilometer. Närmaste större samhälle är Changzhou, 14,9 km väster om Hengshanqiao. Trakten runt Hengshanqiao består till största delen av jordbruksmark.
Genomsnittlig årsnederbörd är 1 390 millimeter. Den regnigaste månaden är juli, med i genomsnitt 250 mm nederbörd, och den torraste är januari, med 38 mm nederbörd.